# Telchinia ntebiae
Telchinia ntebiae is een vlinder uit de familie van de Nymphalidae. De wetenschappelijke naam van de soort is voor het eerst gepubliceerd door Emily Mary Bowdler Sharpe.

## Verspreiding
De soort komt voor in de lager gelegen bergbossen van Nigeria, Kameroen, Congo Kinshasa, Oeganda, Rwanda, Tanzania en Zambia.

## Ondersoorten
- Telchinia ntebiae ntebiae (Sharpe, 1897) (Congo Kinshasa, Oeganda, Rwanda, Tanzania, Zambia)
  - = Acraea ntebiae kigoma Kielland, 1978
  - = Acraea ntebiae dewitzi Carcasson, 1981
- Telchinia ntebiae nyongana (d’Abrera, 1980) (Nigeria, Kameroen)
  - = Acraea ntebiae nyongana d’Abrera, 1980